# Championnats de France de natation 2005
Les Championnats de France de natation en grand bassin 2005 se sont déroulés du 13 au 17 avril 2005 à Nancy en Meurthe-et-Moselle.

## Podiums

### Hommes
| Discipline           | Or                                                                                    | Temps            | Argent                                                                                     | Temps          | Bronze                                                                                             | Temps          |
| Nage libre           |                                                                                       |                  |                                                                                            |                | |                |
| 50 m                 | Frédérick Bousquet CS Clichy                                                          | 22 s 37          | Julien Sicot CS Clichy                                                                     | 22 s 66        | Alain Bernard CN Marseille                                                                         | 22 s 75        |
| 100 m                | Frédérick Bousquet CS Clichy                                                          | 49 s 06 RF       | Amaury Leveaux Mulhouse ON                                                                 | 50 s 08        | Alain Bernard CN Marseille                                                                         | 50 s 25        |
| 200 m                | Amaury Leveaux Mulhouse ON                                                            | 1 min 48 s 16    | Nicolas Rostoucher Mulhouse ON                                                             | 1 min 50 s 10  | Matthieu Madelaine CN Antibes                                                                      | 1 min 50 s 34  |
| 400 m                | Nicolas Rostoucher Mulhouse ON                                                        | 3 min 50 s 80    | Sébastien Rouault CNO Saint-Germain-en-Laye                                                | 3 min 54 s 87  | Guy-Noël Schmitt CN Cannes                                                                         | 3 min 56 s 75  |
| 800 m                | Sébastien Rouault CNO Saint-Germain-en-Laye                                           | 7 min 58 s 49    | Nicolas Rostoucher Mulhouse ON                                                             | 8 min 02 s 09  | Guy-Noël Schmitt CN Cannes                                                                         | 8 min 07 s 11  |
| 1500 m               | Sébastien Rouault CNO Saint-Germain-en-Laye                                           | 15 min 14 s 95   | Nicolas Rostoucher Mulhouse ON                                                             | 15 min 23 s 16 | Guy-Noël Schmitt CN Cannes                                                                         | 15 min 26 s 16 |
| Dos                  |                                                                                       |                  |                                                                                            |                | |                |
| 50 m                 | Mathieu Lacôme Olympic Nice Natation                                                  | 26 s 19          | Pierre Roger Dauphins Toulouse OEC                                                         | 26 s 33        | Camille Lacourt CN Font-Romeu-Cerdagne                                                             | 26 s 71        |
| 100 m                | Pierre Roger Dauphins Toulouse OEC                                                    | 56 s 07          | Simon Dufour Montpellier ANUC                                                              | 56 s 68        | Camille Lacourt CN Font-Romeu-Cerdagne                                                             | 57 s 04        |
| 200 m                | Simon Dufour Montpellier ANUC                                                         | 2 min 01 s 35    | Benjamin Stasiulis Mulhouse ON                                                             | 2 min 03 s 49  | Pierre Roger Dauphins Toulouse OEC                                                                 | 2 min 04 s 02  |
| Brasse               |                                                                                       |                  |                                                                                            |                | |                |
| 50 m                 | Hugues Duboscq CN Le Havre                                                            | 28 s 19          | David Maître CS Clichy 92                                                                  | 28 s 95        | Marc Lafosse Girondins Bordeaux                                                                    | 28 s 98        |
| 100 m                | Hugues Duboscq CN Le Havre                                                            | 1 min 01 s 64    | Yann Croissant C Paul-Bert Rennes                                                          | 1 min 04 s 06  | Marc Lafosse Girondins Bordeaux                                                                    | 1 min 04 s 15  |
| 200 m                | Hugues Duboscq CN Le Havre                                                            | 2 min 14 s 50    | Julien Nicolardot Mulhouse ON                                                              | 2 min 15 s 98  | Christophe Richard Cergy Pontoise Natation                                                         | 2 min 17 s 46  |
| Papillon             |                                                                                       |                  |                                                                                            |                | |                |
| 50 m                 | Frédérick Bousquet CS Clichy 92                                                       | 24 s 15          | Romain Barnier CN Antibes                                                                  | 24 s 52        | Mathieu Lacome Olympic Nice Natation                                                               | 24 s 71        |
| 100 m                | Frédérick Bousquet CS Clichy 92                                                       | 53 s 31          | Romain Barnier CN Antibes                                                                  | 53 s 80        | Christophe Lebon CN Antibes                                                                        | 55 s 10        |
| 200 m                | Romain Sassot CN Chalon-sur-Saône                                                     | 2 min 02 s 02    | Joanes Hedel Dunkerque Natation                                                            | 2 min 02 s 50  | Paul-Jean Bertrand AAS Sarcelles Natation 95                                                       | 2 min 02 s 74  |
| 4 nages              |                                                                                       |                  |                                                                                            |                | |                |
| 200 m                | Nicolas Rostoucher Mulhouse ON                                                        | 2 min 03 s 38    | Yannick Bignon Dauphins Obernai                                                            | 2 min 05 s 55  | Batiste Levaillant CS Clichy 92                                                                    | 2 min 05 s 84  |
| 400 m                | Nicolas Rostoucher Mulhouse ON                                                        | 4 min 18 s 09 RF | Yannick Bignon Dauphins Obernai                                                            | 4 min 21 s 89  | Sébastien Rouault CNO Saint-Germain-en-Laye                                                        | 4 min 23 s 66  |
| Relais               |                                                                                       |                  |                                                                                            |                | |                |
| 4 × 100 m nage libre | CS Clichy 92 Julien Sicot David Maître Davy Teinturier Frédérick Bousquet             | 3 min 20 s 77    | CN Antibes Romain Barnier Germain Cayette David Thévenot Mathieu Madelaine                 | 3 min 21 s 96  | Racing Club de France / ASPTT Antoine Galavtine Octavian Gutu Geoffrey Jolivard Koichiro Hiramatsu | 3 min 24 s 82  |
| 4 × 200 m nage libre | Mulhouse ON Amaury Leveaux Benjamin Stasiulis Guillaume Strohmeyer Nicolas Rostoucher | 7 min 24 s 39 RF | Stade Français O Courbevoie David Carry Ross-Paul Davenport Paolo Ascer Alister Leteissier | 7 min 30 s 02  | Portugal Adriano Niz Ivo Carneiro Joao Araujo Fabio Pereira                                        | 7 min 36 s 94  |
| 4 × 100 m 4 nages    | CS Clichy 92 Sylvain Cros Stéphan Perrot Frédérick Bousquet Julien Sicot              | 3 min 45 s 23    | Dauphins Toulouse OEC Pierre Roger Gaël Moreau Sven Becquet Salim Iles                     | 3 min 46 s 18  | Mulhouse ON Benjamin Stasiulis Julien Nicolardot Amaury Leveaux Guillaume Stohmeyer                | 3 min 47 s 54  |

### Femmes
| Discipline           | Or | Temps             | Argent                                                                               | Temps          | Bronze                                                                                                   | Temps          |
| Nage libre           | |                   |                                                                                      |                | |                |
| 50 m                 | Malia Metella USLM Pacoussines-Cayenne                                                                 | 25 s 22           | Céline Couderc CN Cévennes Alès                                                      | 25 s 75        | Camille Muffat Olympic Nice Natation                                                                     | 25 s 90        |
| 100 m                | Malia Metella USLM Pacoussines-Cayenne                                                                 | 55 s 12           | Solenne Figuès de Sainte Marie Dauphins Toulouse OEC                                 | 55 s 45        | Céline Couderc CN Cévennes Alès                                                                          | 55 s 48        |
| 200 m                | Solenne Figuès de Sainte Marie Dauphins Toulouse OEC                                                   | 1 min 59 s 45     | Laure Manaudou CN Melun-Dammarie                                                     | 2 min 00 s 05  | Céline Couderc CN Cévennes Alès                                                                          | 2 min 01 s 65  |
| 400 m                | Laure Manaudou CN Melun-Dammarie                                                                       | 4 min 06 s 89     | Sophie Huber CN Sarreguemines                                                        | 4 min 14 s 17  | Coralie Balmy Dauphins Toulouse OEC                                                                      | 4 min 22 s 41  |
| 800 m                | Laure Manaudou CN Melun-Dammarie                                                                       | 8 min 35 s 21     | Sophie Huber CN Sarreguemines                                                        | 8 min 41 s 70  | Cathy Dietrich Dauphins Obernai                                                                          | 8 min 54 s 88  |
| 1500 m               | Laure Manaudou CN Melun-Dammarie                                                                       | 16 min 16 s 18 RF | Cylia Vabre Montélimar Nautic Club                                                   | 17 min 03 s 82 | Joanne Andraca AC Hyères                                                                                 | 17 min 11 s 82 |
| Dos                  | |                   |                                                                                      |                | |                |
| 50 m                 | Laure Manaudou CN Melun-Dammarie                                                                       | 29 s 28           | Alexandra Putra Dauphins Toulouse TOEC                                               | 29 s 58        | Alison Leger AAS Sarcelles natation 95                                                                   | 30 s 06        |
| 100 m                | Laure Manaudou CN Melun-Dammarie                                                                       | 1 min 01 s 26     | Alexandra Putra Dauphins Toulouse TOEC                                               | 1 min 01 s 75  | Esther Baron CN Melun-Dammarie                                                                           | 1 min 03 s 99  |
| 200 m                | Alexandra Putra Dauphins Toulouse TOEC                                                                 | 2 min 10 s 38     | Esther Baron CN Melun-Dammarie                                                       | 2 min 13 s 98  | Marion Blanchard La Roche-sur-Yon Natation                                                               | 2 min 19 s 44  |
| Brasse               | |                   |                                                                                      |                | |                |
| 50 m                 | Camille Muffat Olympic Nice Natation                                                                   | 32 s 90           | Estelle Nolot Grenoble UC Natation                                                   | 32 s 91        | Delphine Leprest CN Melun-Dammarie                                                                       | 33 s 14        |
| 100 m                | Anne-Sophie Le Paranthoën CS Clichy 92                                                                 | 1 min 10 s 86     | Betty Laglbauer AC Hyères                                                            | 1 min 12 s 04  | Marjorie Distel CN Melun-Dammarie                                                                        | 1 min 12 s 56  |
| 200 m                | Anne-Sophie Le Paranthoën CS Clichy 92                                                                 | 2 min 32 s 17     | Coralie Dobral RCF / ASPTT                                                           | 2 min 33 s 07  | Marjorie Distel CN Melun-Dammarie                                                                        | 2 min 34 s 37  |
| Papillon             | |                   |                                                                                      |                | |                |
| 50 m                 | Malia Metella USLM Pacoussines-Cayenne                                                                 | 27 s 47           | Diane Bui Duyet CN Melun-Dammarie                                                    | 27 s 91        | Audrey Parra NC Echirolles                                                                               | 28 s 22        |
| 100 m                | Malia Metella USLM Pacoussines-Cayenne                                                                 | 59 s 66           | Diane Bui Duyet CN Melun-Dammarie                                                    | 1 min 00 s 98  | Aurore Mongel Mulhouse ON                                                                                | 1 min 01 s 02  |
| 200 m                | Aurore Mongel Mulhouse ON                                                                              | 2 min 11 s 30     | Sarah Bey CN CN Chalon-sur-Saône                                                     | 2 min 15 s 19  | Laure Manaudou CN Melun-Dammarie                                                                         | 2 min 16 s 24  |
| 4 nages              | |                   |                                                                                      |                | |                |
| 200 m                | Camille Muffat Olympic Nice Natation                                                                   | 2 min 15 s 30     | Laure Manaudou CN Melun-Dammarie                                                     | 2 min 16 s 09  | Cylia Vabre Montélimar Nautic Club                                                                       | 2 min 16 s 41  |
| 400 m                | Cylia Vabre Montélimar Nautic Club                                                                     | 4 min 50 s 70     | Joanne Andraca AC Hyères                                                             | 4 min 53 s 42  | Charlène Neufcoeur Charleville-Mézières Natation                                                         | 4 min 55 s 43  |
| Relais               | |                   |                                                                                      |                | |                |
| 4 × 100 m nage libre | Dauphins Toulouse TOEC Solenne Figuès de Sainte Marie Gabriella Fagundez Magali Monchaux Coralie Balmy | 3 min 47 s 40     | CS Clichy 92 Jana Kolukanova Angéla Tavernier Ludivine Chouipe Alena Popchanka       | 3 min 49 s 88  | Lyon Natation Amandine Bouysset Géraldine Casimiro Aurélie Rousset Sabria Dahane                         | 3 min 54 s 33  |
| 4 × 200 m nage libre | Dauphins Toulouse TOEC Coralie Balmy Chloé Boyaci Gabriella Fagundez Solenne Figuès de Sainte Marie    | 8 min 18 s 51     | CS Clichy 92 Jana Kolukanova Johanna Martinez-Gabet Angéla Tavernier Alena Popchanka | 8 min 20 s 12  | CN Melun-Dammarie Esther Baron Eva Berglund Marjorie Distel Laure Manaudou                               | 8 min 23 s 88  |
| 4 × 100 m 4 nages    | CS Clichy 92 Jana Kolukanova Kirsty Balfour Alena Popchanka Angéla Tavernier                           | 4 min 12 s 89     | CN Melun-Dammarie Esther Baron Marjorie Distel Diane Bui Duyet Laure Manaudou        | 4 min 15 s 85  | Dauphins Toulouse TOEC Alexandra Putra Solenne Figuès de Sainte Marie Gabriella Fagundez Magali Monchaux | 4 min 16 s 33  |